# Bandera de Sant Jaume de Frontanyà
La bandera oficial de Sant Jaume de Frontanyà té la següent descripció:
Bandera apaïsada, de proporcions dos d'alt per tres d'ample, verd fosc, amb el cavall blanc de l'escut passant vers l'asta, d'alçària 3/4 de la del drap i llargària 15/24 de la del mateix drap, al centre.
Va ser aprovada el 7 de gener de 2010 i publicada en el DOGC el 28 de gener del mateix any amb el número 5555.

## Altres banderes amb cavalls

Baixa Saxònia, Alemanya
Comtat de Kent, Regne Unit
Ostrava, República Txeca
Pardubice, República Txeca
Stuttgart, Alemanya
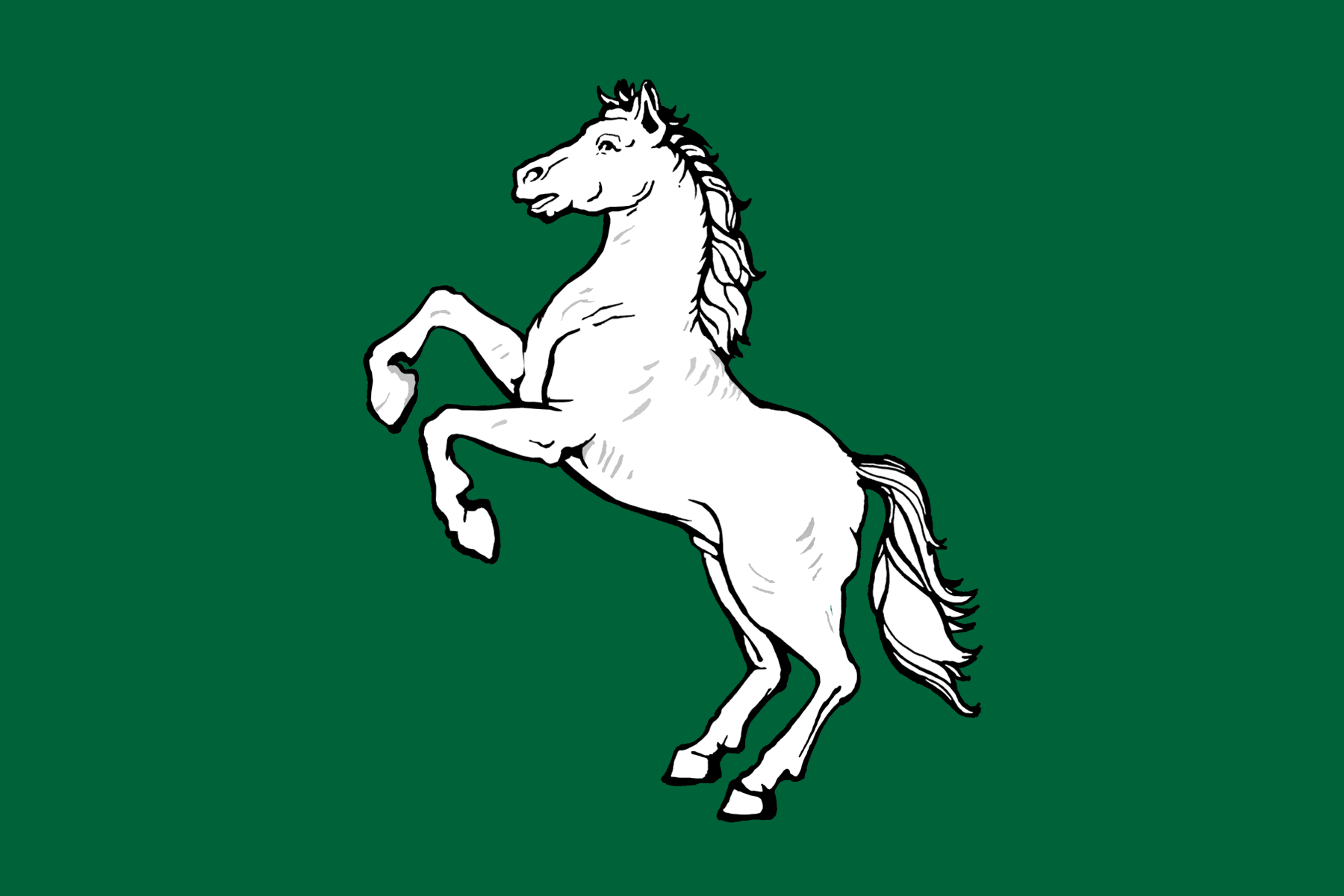
Tomsk, Federació Russa
Toscana, Itàlia
Westfàlia (regió històrica), Alemanya